# Карасуский сельский округ (Западно-Казахстанская область)
Карасуский сельский округ — административно-территориальное образование в Казталовском районе Западно-Казахстанской области.

## Административное устройство
1. село Карасу
2. село Ашысай
3. село Бостандык
4. село Жулдыз
5. село Торегали